# Стефания Аучи
Стефàния Àучи (на италиански: Stefania Auci) е италианска писателка на произведения исторически роман, любовен роман, фентъзи, хорър и драма.

## Биография и творчество
Стефания Аучи е родена на 21 ноември 1974 г. в град Трапани, Сицилия, Италия. Завършва класическата гимназия „Ксименес“ в града. Следва право в Палермо. След дипломирането си работи в адвокатска кантора. После работи като учителка в различни италиански региони, включително в Калабрия и Тоскана. Докато е учителка, работи много с литературни блогове и онлайн списания.
Опитва да пише още от студентските си години. Първата ѝ книга, сборникът с три градски хорър фентъзи разкази „Скрит в тъмното“ (Hidden in the dark), е издадена през 2010 г.
През 2011 и 2012 г. са публикувани двата ѝ любовно-приключенски романа от поредицата „Цветето на Шотландия“ (Fiore di Scozia). Действието им се развива в Шотландия през 1744 – 1745 г. по време на поредното якобитско въстание водено от Чарлз Стюарт.
Първият ѝ историческо-драматичен роман, „Флоренция“ (Florence), е издаден през 2015 г., а сюжетът му е позициониран в навечерието и времето на Първата световна война.
През 2017 г. излиза документалната ѝ творба „Лошото училище“ (La cattiva scuola), написана съвместно с Франческа Макани.
През 2019 г. е издаден романът ѝ „Сицилианските лъвове“ (I leoni di Sicilia) от поредицата „Сага за Флорио“ (La Saga del Florio). Книгата е сага за фамилия Флорио, базирана на истинската история на некоронованите крале на Сицилия. След като земетресение разрушава родния им град, те пристигат съвсем бедни на острова. Но семейството е амбициозно и проницателно, и е решено да бъде по-богато и по-могъщо от всяко друго. Романът става бестселър и печели наградата „Корадо Алваро“ за художествена литература, част от националната награда Rhegium Julii. Правата за романа са продадени, преди да излезе в италианските книжарници, в САЩ, Германия, Франция, Испания и Нидерландия. През 2021 г. публикува продължението „Зимата на лъвовете“ (L'iverno dei leoni), за което през 2022 г. е удостоена с наградата „Банкарела“.
Стефания Аучи живее със семейството си в Палермо, Сицилия.

## Произведения

### Самостоятелни романи
- Florence (2015)[2]

### Поредица „Цветето на Шотландия“ (Fiore di Scozia)
1. Fiore di Scozia (2011)[1]
2. La Rosa Bianca (2012)

### Поредица „Сага за Флорио“ (La saga dei Florio)
1. I Leoni di Sicilia (2019) – издадена и като The Florios of Sicily[2][1]
Сицилианските лъвове, изд. „Лемур“ (2021), прев. Вера Петрова. ISBN 978-619-7581-14-0
2. L'inverno dei Leoni (2021)
Зимата на лъвовете, изд. „Лемур“ (2022), прев. Вера Петрова

### Разкази
- Hidden in the dark (2010) – три разказа
- Cronache vere (2013) – разказ
- Christmas Tales (2013) – разказ
- Diari dei sottosuolo (2014) – разказ
- Andrà tutto bene (2020) – разказ
- Salvataggi (2021) – разказ

### Документалистика
- La cattiva scuola (2017) – с Франческа Макани